# Cattleya quadricolor
Cattleya quadricolor är en orkidéart som beskrevs av John Lindley. Cattleya quadricolor ingår i släktet Cattleya och familjen orkidéer.
Artens utbredningsområde är Colombia. Inga underarter finns listade i Catalogue of Life.

## Bildgalleri

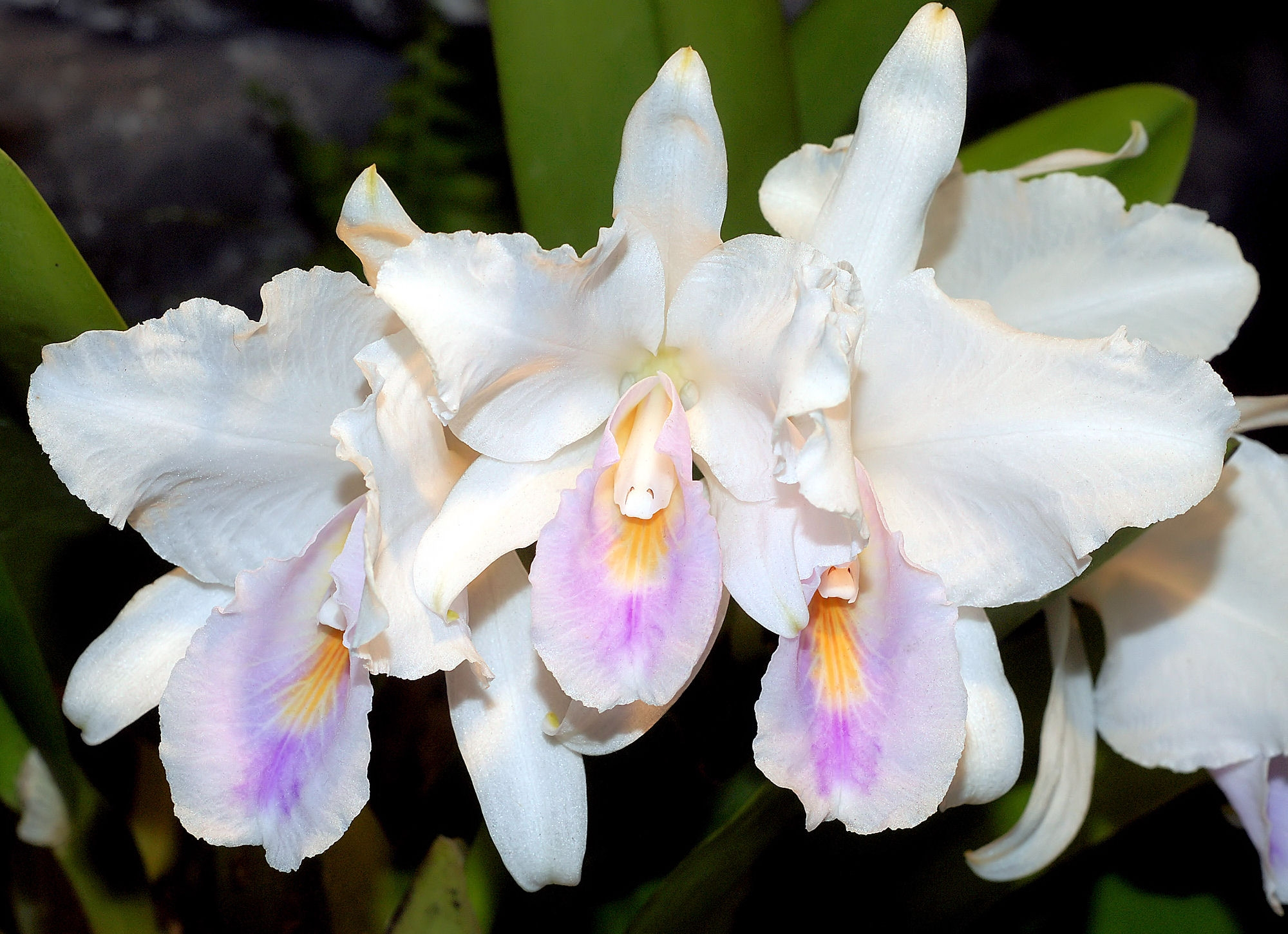